# William Ernest Tummon
Pour les articles homonymes, voir Tummon.
William Ernest Tummon (6 février 1879-14 décembre 1960) est un homme politique canadien de l'Ontario. Il est député fédéral conservateur de la circonscription ontarienne de Hastings-Sud de 1925 à 1935.

## Biographie
Né à Huntingdon Township en Ontario, Tummon étudie dans l'école secondaire du comté d'Hastings. Il commence une carrière publique en servant comme conseiller des comtés de Hastings et de Huntingdon pendant 14 ans et ensuite comme préfet pendant 5 ans. 
Élu en 1925, il réélu en 1926 et en 1930, Il est défait en 1935.